# Гай Валерий Север
Гай Валерий Север (лат. Gaius Valerius Severus) — римский политический деятель первой половины II века.
О происхождении Севера нет никаких сведений. Данные о его карьере содержатся в нескольких надписях. Так, известно, что между 117 и 118 годом он занимал должность проконсула провинции Ахайя. С 120 по 122 годом Север находился на посту проконсула провинции Ликия и Памфилия. Вершиной его cursus honorum стала должность консула-суффекта, которую он занимал с сентября по декабрь 124 года вместе с Гаем Юлием Галлом.